# Centro de las Artes Juliette Lassonde
El Centro de las Artes Juliette Lassonde (en francés: Centre des arts Juliette-Lassonde) es un complejo cultural situado en Saint-Hyacinthe, en la provincia de Quebec, al este de Canadá. El Centre des arts Juliette-Lassonde es un sitio cultural importante para la región que lo rodea. Tiene capacidad para recibir artistas profesionales, a la comunidad artística local en artes escénicas y la comunidad de las artes visuales. Es particularmente importante para el municipio regional del condado Les Maskoutains, cuya población de 80.000 residentes pueden tomar ventaja del mismo. Numerosos conciertos y presentaciones se han realizado en sus espacios desde que fue abierto en diciembre de 2005.